# Democrito di Efeso
Democrito di Efeso (Efeso, III secolo a.C. circa – ...) è stato uno storico e antiquario greco antico.

## Biografia
Di Democrito non sappiamo altro che fosse di Efeso, probabilmente di epoca ellenistica.

## Opere
Secondo Felix Jacoby, più che di uno storico locale si trattava di un periegeta con un particolare interesse per famosi luoghi di culto. Sappiamo che aveva scritto un'opera sulla città di Samotracia e un'altra, intitolata Sul tempio di Efeso, sul famoso Artemision della città di Efeso. Proprio l'unico frammento giuntoci proviene da Sul Tempio di Efeso, in più libri, che descrive la lussuosa raffinatezza mostrata dagli Efesini.
Di un trattato περὶ Σαμοθράικης, ossia Su Samotracia, non abbiamo che la menzione in Diogene Laerzio.